# Liste der Biografien/Stea
Liste der Biografien |
Portal Biografien |
Personensuche
# |
A |
B |
C |
D |
E |
F |
G |
H |
I |
J |
K |
L |
M |
N |
O |
P |
Q |
R |
S |
T |
U |
V |
W |
X |
Y |
Z |
?
 
Sa |
Sb |
Sc |
Sd |
Se |
Sf |
Sg |
Sh |
Si |
Sj |
Sk |
Sl |
Sm |
Sn |
So |
Sp |
Sq |
Sr |
Ss |
St |
Su |
Sv |
Sw |
Sy |
Sz
 
Sta |
Ste |
Sth |
Sti |
Stj |
Stl |
Sto |
Str |
Sts |
Stt |
Stu |
Stv |
Stw |
Sty
 
Stea |
Steb |
Stec |
Sted |
Stee |
Stef |
Steg |
Steh |
Stei |
Stej |
Stek |
Stel |
Stem |
Sten |
Steo |
Step |
Ster |
Stes |
Stet |
Steu |
Stev |
Stew |
Stey |
Stez
Die Liste der Biografien führt alle Personen auf, die in der deutschsprachigen Wikipedia einen Artikel haben. Dieses ist eine Teilliste mit 48 Einträgen von Personen, deren Namen mit den Buchstaben „Stea“ beginnt.

## Stea

### Steac
- Steacie, Edgar William Richard (1900–1962), kanadischer Chemiker
- Steacy, Heather (* 1988), kanadische Hammerwerferin
- Steacy, James (* 1984), kanadischer Hammerwerfer

### Stead
- Stead, Christian Karlson (* 1932), neuseeländischer Schriftsteller, Literaturwissenschaftler und Herausgeber
- Stead, Christina (1902–1983), australische Schriftstellerin
- Stead, Jenny, südafrikanische Schauspielerin
- Stead, Jonathan (* 1983), englischer Fußballspieler
- Stead, William T. (1849–1912), britischer Journalist und Redakteur
- Steadman, Alison (* 1946), britische Theater- und FilmschauspielerinAlison Steadman (* 1946)

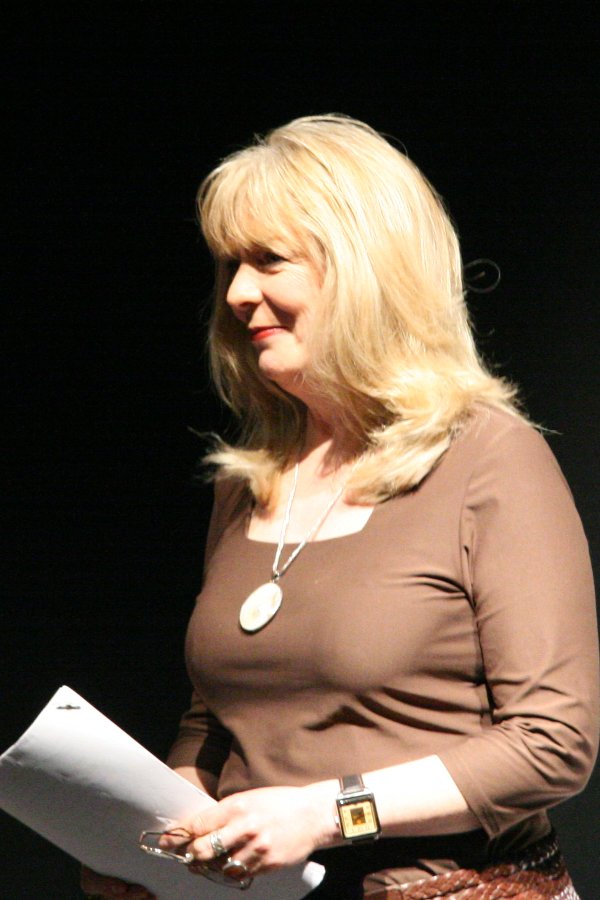
Alison Steadman (* 1946)

- Steadman, Craig (* 1982), englischer Snookerspieler
- Steadman, David William (* 1951), US-amerikanischer Paläozoologe
- Steadman, Jason (* 1972), US-amerikanischer Schauspieler
- Steadman, Patrick (* 1964), US-amerikanischer Politiker
- Steadman, Ralph (* 1936), britischer Autor, Illustrator, Cartoonist und Karikaturist
- Steadman, Richard (1937–2023), US-amerikanischer orthopädischer Chirurg, Kniespezialist
- Steady B (* 1969), amerikanischer Rapper und Produzent

### Steag
- Steagall, Henry B. (1873–1943), US-amerikanischer Rechtsanwalt und Politiker

### Steak
- Steakley, John (1951–2010), US-amerikanischer Buchautor

### Steal
- Steal, Krystal (* 1982), US-amerikanische PornodarstellerinKrystal Steal (* 1982)

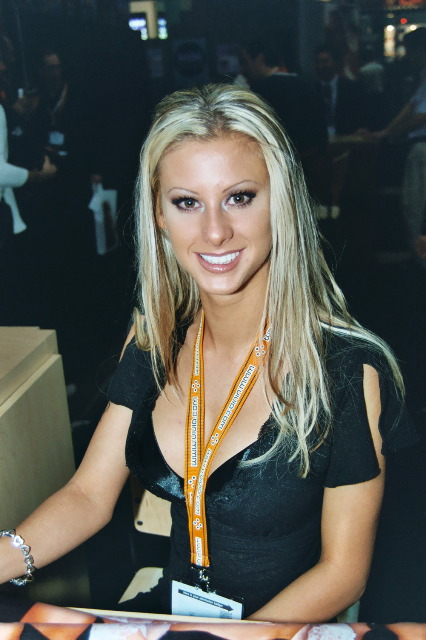
Krystal Steal (* 1982)

- Stealey, Bill (* 1947), US-amerikanischer Unternehmer

### Steam
- Steamboat, Ricky (* 1953), US-amerikanischer Wrestler
- Steamer, Elissa (* 1975), US-amerikanische Streetskaterin

### Stean
- Stean, Michael (* 1953), englischer Schachspieler

### Stear
- Stearman, Lloyd (1898–1975), US-amerikanischer Pilot, Flugzeugkonstrukteur und Gründer der Stearman Aircraft Corporation
- Stearman, Richard (* 1987), englischer Fußballspieler
- Stearn, William T. (1911–2001), britischer Botaniker
- Stearney, Scott (1960–2018), US-amerikanischer Marineflieger und Vizeadmiral der United States Navy
- Stearns, Asahel (1774–1839), US-amerikanischer Politiker
- Stearns, Carl Leo (1892–1972), US-amerikanischer Astronom
- Stearns, Charles H. (1854–1936), US-amerikanischer Politiker und Geschäftsmann
- Stearns, Clark Daniel (1870–1944), US-amerikanischer Marineoffizier
- Stearns, Cliff (* 1941), US-amerikanischer Politiker
- Stearns, Foster Waterman (1881–1956), US-amerikanischer Politiker
- Stearns, Henry A. (1825–1910), US-amerikanischer Politiker
- Stearns, John (1770–1848), US-amerikanischer Arzt
- Stearns, Joseph Barker (1831–1895), US-amerikanischer Erfinder und Entwickler eines Telegraphie-Systems
- Stearns, Marcellus (1839–1891), US-amerikanischer Politiker
- Stearns, Marshall (1908–1966), US-amerikanischer Jazz-Autor
- Stearns, Michael (* 1948), amerikanischer Soundpionier aus dem Ambient-Genre und Filmmusik-Komponist
- Stearns, Onslow (1810–1878), US-amerikanischer Politiker
- Stearns, Ozora Pierson (1831–1896), US-amerikanischer Politiker
- Stearns, Peyton (* 2001), US-amerikanische TennisspielerinPeyton Stearns (* 2001)

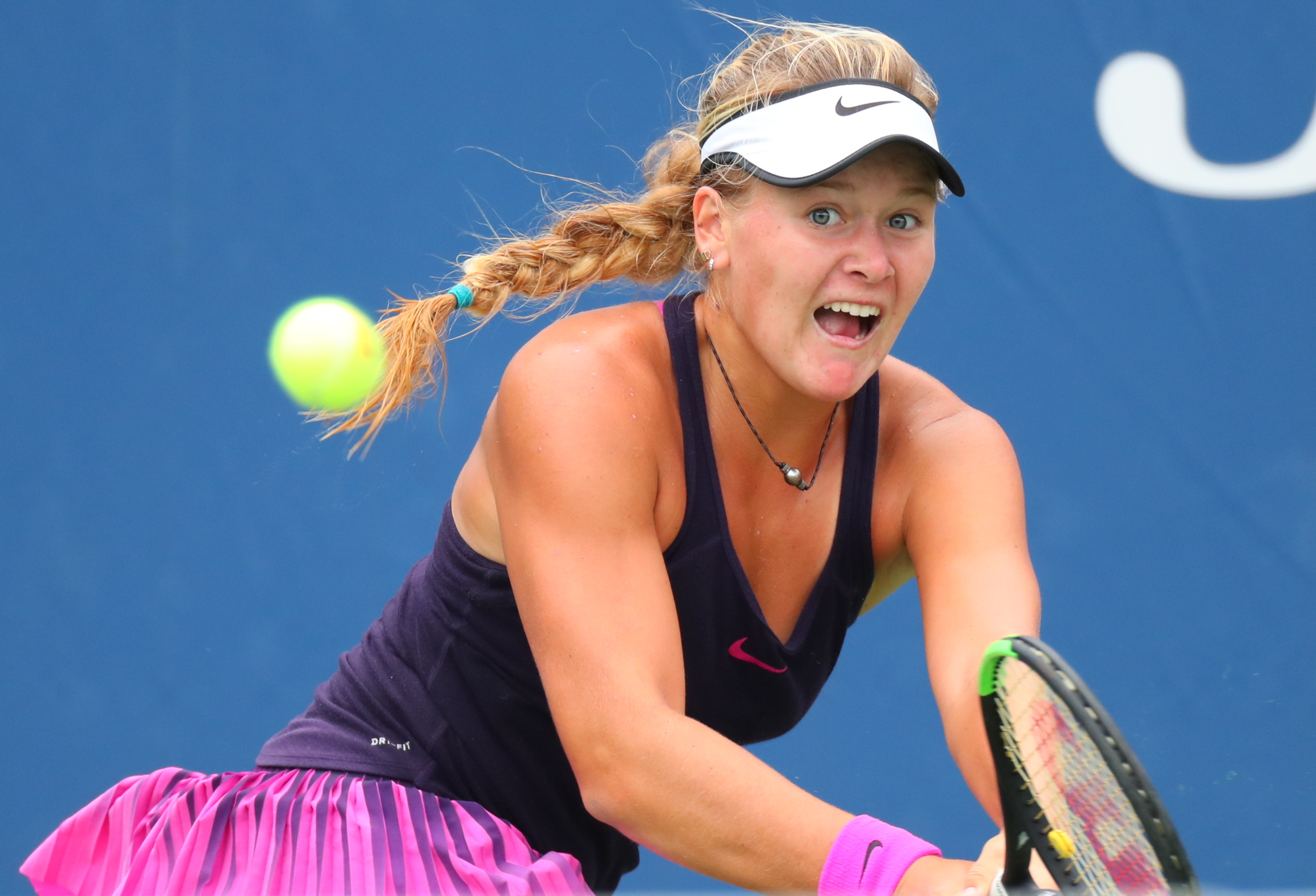
Peyton Stearns (* 2001)

- Stearns, Richard, Präsident von World Vision United States
- Stearns, Richard (1927–2022), US-amerikanischer Segler
- Stearns, Richard E. (* 1936), US-amerikanischer Informatiker
- Stearns, Stan (1935–2012), US-amerikanischer Fotograf
- Stears, John (1934–1999), britischer Filmtechniker

### Steas
- Steasy, deutscher Rapper